# Neighbours from Hell
Neighbours from Hell: Revenge is a sweet game is een computerspel ontwikkeld door JoWooD Vienna en uitgegeven door JoWooD Productions in 2003. Het spel maakt gebruik van cartoon-achtige graphics.
In het spel speelt men Woody; hij is de hoofdpersoon van een televisieshow waarin hij de buurman treitert door ongein uit te halen. De gebeurtenissen worden gevolgd door camera's. Het spel bestaat uit 3 seizoenen met in totaal 14 afleveringen waarin Woody de buurman in z'n eigen huis treitert.
Voorbeelden van treiterijen zijn het bekladden van een schilderij, het plaatsen van een muizenval in de brievenbus of het leggen van een dynamietstaaf tussen de kaarsjes voor op de taart tijdens de verjaardag van de buurman. De attributen die gebruikt kunnen worden voor een grap liggen verspreid in het huis, zoals in een kast.
Wanneer de buurman de ongein bemerkt, wordt hij boos wat een goede kijkersbeoordeling voor die aflevering oplevert. Deze beoordeling kan hoger worden als de speler erin slaagt de buurman kort achter elkaar boos te laten worden.
Als Woody echter betrapt wordt (dat wil zeggen gezien door de buurman in het huis of bij het uitvoeren van een grap), dient men opnieuw te beginnen. Ook de twee huisdieren van de buurman, een hond en een papegaai, kunnen de buurman alarmeren dat er iemand in het huis rondloopt. Om te voorkomen dat de dieren alarm slaan, kan Woody ook sluipen.